# Bitka pri Gavgameli
Bitka pri Gavgameli (starogrško Γαυγάμηλα), imenovana tudi bitka pri Arbeli (starogrško βρβηλα), je potekala 1. oktobra 331 pr. n. št. med Aleksandrom Velikim in Darejem. Bila je odločilna bitka Aleksandrove invazije na perzijsko Ahemenidsko cesarstvo. Leta 331 pr. n. št. se je Aleksanderova vojska Helenske lige srečala s perzijsko vojsko Dareja III. v bližini Gavgamele, blizu današnjega mesta Dohuk v iraškem Kurdistanu. Čeprav je bil Aleksander številčno šibkejši, je v bitki zmagal zaradi svoje taktike in spretne uporabe lahke pehote. To je bila odločilna zmaga za Helensko ligo, ki je pripeljala do padca Ahemenidskega cesarstva.
Z zmago je dokončno premagal Dareja in si zagotovil prevlado nad Perzijo.

## Ozadje
Novembra leta 333 pr. n. št. je Darej III. izgubil bitko pri Isu, ob tem je bila ujeta njegova žena, njegova mati in dve hčerki, Stateiro II. in Dripetis. Darej se je umaknil v Babilon, kjer je združil svojo preostalo vojsko. Zmaga pri Isu je Aleksandru omogočila nadzor nad južnoazijsko Malo Azijo. Po zmagi pri obleganju Tira (332 pr. n. št.), ki je trajalo od januarja do julija, je Aleksander nadziral Levant. Po njegovi zmagi pri obleganju Gaze se je število perzijskih vojakov zmanjšalo in perzijski satrap Egipta, Mazej, se je mirno predal Aleksandru.

### Pogajanja med Darejem in Aleksandrom
Darej je Aleksandra poskusil odvrniti od nadaljnjih napadov na njegov imperij z diplomacijo. Starodavni zgodovinarji podajajo različna poročila o njegovih pogajanjih z Aleksandrom, ki jih je mogoče razdeliti v tri pogajalske poskuse.
Justin, Arijan in Kvint Kurcij Ruf pišejo, da je Darej poslal pismo Aleksandru po bitki pri Isu. Zahteval je, da se umakne iz Azije in izpusti zapornike. Po Curtiusu in Justinu je ponudil odkupnino za svoje zapornike, vendar Arrian ne omenja odkupnine. Curtius opisuje ton pisma kot žaljiv. Aleksander je zavrnil njegove zahteve.
Drugi poskus pogajanj je potekal po zajetju Tira. Darej je Aleksandru ponudil poroko s hčerko Stateiro II. in celotno ozemlje zahodno od reke Halis. Justin je manj specifičen, ne omenja posebne hčerke in ne govori o delu Darejevega kraljestva. Diodor Sicilski prav tako omenja ponudbo vsega ozemlja zahodno od reke Halis, pogodbo o prijateljstvu in veliko odkupnino za ujetnike. Diodor je edini antični zgodovinar, ki omenja, da je Aleksander skril to pismo in prijateljem predstavil ponarejenega, naklonjenega lastnim interesom. Spet je Aleksander ponudbo zavrnil.
Darej se je začel pripravljati na novo bitko po neuspehu drugega poskusa pogajanj. Kljub temu je naredil tretje in zadnje prizadevanje za pogajanja po odhodu Aleksandra iz Egipta. Darejeva tretja ponudba je bila veliko bolj velikodušna. Pohvalil je Aleksandra za ravnanje s njegovo mamo Sisigambis in mu ponudil vse ozemlje zahodno od Evfrata, sovladavino Ahemenidskega cesarstva, roko ene od njegovih hčera in 30.000 talentov srebra. Po Diodoru je Aleksander razpravljal o tej ponudbi s svojimi prijatelji. Parmenion je bil edini, ki je spregovoril in rekel: »Če bi bil Aleksander, bi moral sprejeti, kar je bilo ponujeno in skleniti pogodbo«. Aleksander naj bi odgovoril: »Tudi jaz bi moral, če bi bil Parmenion«. Aleksander je ponovno zavrnil Darejevo ponudbo in vztrajal, da bi lahko obstajal le en kralj Azije. Pozval je Dareja, naj se mu preda ali se z njim v boju odloči, kdo bo edini kralj Azije.
Opisi, ki so jih podali drugi zgodovinarji tretjega poskusnega pogajanja, so podobni opisu Diodora, vendar se razlikujejo v podrobnostih. Diodor, Kvint Kurcij Ruf in Arijan pišejo, da je bilo namesto pisma poslano veleposlaništvo, tako trdita tudi Justin in Plutarh. Plutarh in Arrian omenjata odkupnino za zapornike 10.000 talentov, vendar Diodor, Kvint Kurcij Ruf in Justin navajajo 30.000. Arijan piše, da se je ta tretji poskus zgodil med obleganjem Tira, drugi zgodovinarji pa so v to obdobje postavili drugi poskus pogajanj. Z neuspehom diplomacije se je Darej odločil, da se pripravi na novo bitko z Aleksandrom.

## Uvod
Po ureditvi zadev v Egiptu se je Aleksander spomladi leta 331 pr. n. št. vrnil v Tir. Julija ali avgusta je dosegel Tapsacus. Arrian pravi, da je Darej naročil Mazeju, naj čuva prehod Evfrata blizu Tapsakusa s silo 3000 konjenikov. Pobegnil je, ko se je Aleksandrova vojska približala reki.

### Aleksander koraka skozi Mezopotamijo
Po prečkanju Evfrata je Aleksander sledil severni poti namesto neposredne jugovzhodne poti v Babilon. Med tem je na svoji levi imel Evfrat in armenske gore . Severna pot je olajšala oskrbo živali in njegovih enot, ugodnejši so bili tudi vremenski pogoji. Ujeti perzijski izvidniki so Makedoncem povedali, da se je Darej utaboril za reko Tigris in želel preprečiti, da bi jo Aleksander prečkal. Ta je našel Tigris nebranjen in ga uspel prečkati s precej težavami.
Nasprotno pa Diodor omenja, da naj bi Mazej preprečil Aleksandru, da bi prečkal Tigris. Ne bi ga poskušal braniti, ker je menil, da je neprehoden zaradi močnega toka in globine reke. Poleg tega Diodor in Curtius Rufus omenjata, da je Mazej na podeželju, skozi katerega je morala iti Aleksandrova vojska, uporabljal taktike požiganja zemlje.
Ko je makedonska vojska prečkala Tigris, je prišlo do luninega mrka. Po izračunih bi to moral biti 1. oktober 331 pr. n. št.  Aleksander se je nato nameril proti jugu vzdolž vzhodnega brega Tigrisa. Četrti dan po prehodu Tigrisa so njegovi izvidniki poročali, da so opazili perzijsko konjenico, ki ni imela več kot 1000 mož. Ko jih je Aleksander napadel s svojo konjeniško silo pred ostalo vojsko, je perzijska konjenica pobegnila, nekateri pa so bili ubiti ali ujeti. Zaporniki so Makedoncem povedali, da Darej ni bil daleč, s svojim taborom v bližini Gavgamele.

### Strateška analiza
Več raziskovalcev je kritiziralo Perzijce, ker niso vznemirjali Aleksandrove vojske in prekinili njene dolge oskrbovalne linije, ko je napredovala skozi Mezopotamijo. Peter Green meni, da je Aleksandrova izbira za severno pot ujela Perzijce, ki so bili brez straže. Darej bi pričakoval, da bo vzel hitrejšo južno pot, ki pelje naravnost v Babilon, tako kot je leta 401 pr. n. št. naredil Kir mlajši pred porazom v bitki pri Kunaksi. Uporaba taktike z požgano zemljo in Darejevi bojni vozovi z noži nakazujeta, da je želel ponoviti to bitko. Aleksander ne bi mogel ustrezno oskrbovati svoje vojske, če bi se odpravil na južno pot, tudi če taktika s požgano zemljo uspela. Makedonsko vojsko, ki je bila oslabljena in izčrpana od vročine, bi potem Darej porazil na ravnini Kunakse. Ker je Aleksander vzel severno pot, se je Mazej moral vrniti v Babilon, da bi prinesel novice. Darej se je najverjetneje odločil preprečiti Aleksandru, da prečka Tigris. Ta načrt je propadel, ker je Aleksander verjetno našel rečni prehod, ki je bil bliže Tapsakusu kot Babilonu. Improviziral je in izbral Gavgamelo kot najbolj ugodno mesto za bitko. Jona Lendering trdi nasprotno in pohvali Mazeja in Dareja za njuno strategijo. Darej naj bi namerno dovolil Aleksandru, da prečka reko brez nasprotovanja, da bi ga vodil na bojišče po lastni izbiri.

## Lokacija
Darej je izbral ravno, odprto ravnino, kjer je lahko razporedil svoje večje sile, ne da bi bil ujet na ozkem bojišču, kot je bil pred dvema letoma v Isu, kjer svoje velike vojske ni mogel ustrezno razporediti. Darej je svoje vojake pred bitko spravil v ravnino, da bi svojim 200 vojaškim vozovom zagotovil najboljše pogoje. Vendar to ni bilo pomembno. Na terenu je bilo nekaj hribov in nobenih vodnih teles, ki bi jih Aleksander lahko uporabil za zaščito, jeseni pa je bilo vreme suho in blago. Najpogosteje sprejeto mnenje o lokaciji je (36°22′N 43°15′E / 36.36°N 43.25°E), vzhodno od današnjega Mosula v sodobnem severnem Iraku - predlagal ga je sir Aurel Stein leta 1938 (glej njegovo poročilo Limes, str. 127-1).

## Bitka

### Začetni položaj
Bitka se je začela s prisotnostjo Perzijcev na bojišču. Darej je iz svojih vzhodnih satrapij in iz zavezniškega plemena Skitov in njihovih bojnih voz najel najboljšo konjenico, za katero je naročil odstraniti vse grmičevje in vegetacijo z bojišča, da bi povečal njeno učinkovitost. Imel je tudi 15 indijskih slonov, ki so jih podpirali indijski vozovi.
Darej se je postavil v središče s svojo najboljšo pehoto, kot je bila tradicija med perzijskimi kralji. Obkrožen je bil z desno, karijsko konjenico, grškimi najemniki in perzijsko konjeniško gardo. V desnem sredini je postavil perzijsko gardo pešakov  (Perzijski nesmrtniki), indijsko konjenico in njihove amardijske lokostrelce.
Na obeh bokih je bila konjenica. Artakserkses V. je poveljeval levemu boku z Baktrijci, dahijsko, arahozijsko, Perzijsko, elamsko in kadusijsko konjenico in Skiti. Bojni vozovi so bili postavljeni spredaj z majhno skupino Baktrijcev. Mazej je vodil desni bok s sirsko, medijsko, mezopotamsko, partsko, saciansko, tapurijsko, hurkansko, kavkaško albansko, sacesinsko, kapadokijsko in armensko konjenico. Kapadokijci in Armenci so bili nameščeni pred ostalimi konjeniškimi enotami in vodili napad. Albanska in sacesinska konjenica sta bili poslani naokoli, da udarita v bok grške levice.
Makedonci so bili razdeljeni na dva dela, z desno stranjo pod neposrednim poveljstvom Aleksandra in levo od Parmenionom. Aleksander se je boril s svojo konjenico. Z njim je bila peonijska in grška lahka konjenica. Najemniška konjenica je bila razdeljena v dve skupini, veterani na boku desnice in ostali pred agrijanci in grškimi lokostrelci, ki so bili nameščeni ob falangi. Parmenion je bil nameščen na levi z Tesalci, grškimi plačanci in trakijsko konjenica. Tam so morali izsiliti manevrski prostor, medtem ko je Aleksander izvedel odločilen udarec z desne.
V desni sredini so bili kretski plačanci. Za njimi je bila Tesalska konjenica pod Filipom in Ahajski plačanci. Na njihovi desni je bil drugi del zavezniške grške konjenice. Od tam je prišla falanga, v dvojni črti. V konjenikov je bilo več kot 5:1, njihova linija je bila dolga več kot miljo, zato se je zdelo neizogibno, da bodo Grke obdali Perzijci. Druga vrsta je dobila naročila da rešuje vse spremljajoče enote, če nastanejo potrebe. To drugo vrsto so sestavljali večinoma plačanci.

### Začetek bitke
Alexander je začel s svojo pehoto korakati v falangi proti središču sovražne linije. Makedonci so napredovali s 45-stopinjskimi krili, da bi privabili perzijsko konjenico k napadu. Medtem ko so se falange borile proti perzijski pehoti, je Darej poslal velik del svoje konjenice in nekaj redne pehote, da je napadel Parmenionove sile na levi.
Med bitko je Aleksander uporabil nenavadno strategijo, ki je bila večkrat podvojena. Medtem ko se je pehota borila s perzijskimi vojaki v središču, se je Aleksander začel voziti vse do roba desnega boka, spremljal pa ga je njegov spremljevalec. Njegov načrt je bil, da spelje čim več perzijske konjenice na boke, da bi ustvaril vrzel v sovražnikovi liniji, kjer bi potem lahko udaril proti Darejevemu centru. To je zahtevalo skoraj popolno merjenje časa in manevriranje, Aleksander pa je najprej ukrepal. Prisilil je Dareja, da je napadel, čeprav ni želel biti prvi, a ko je videl, kaj se je zgodilo pri Isu proti podobni formaciji. Na koncu je bila Darejeva roka prisiljena in je napadel.

### Konjeniška bitka v helenskem desnem krilu
Skitska konjenica iz perzijskega levega krila je odprla boj, ko je skušala obrniti Aleksandrovo skrajno desnico. Sledila je dolga in silovita konjska bitka med perzijsko levico in makedonsko desnico, v kateri je bila slednja, ki je bila močno presežena, pogosto močno pritisnjena. Vendar so grške enote s previdno uporabo rezerv in discipliniranih vojakov lahko zadržale perzijske vojake, kar bi bilo ključno za uspeh Aleksandrovega odločilnega napada.
Borba se je obrnila v grško korist po napadu Prodetaja Aretesa, verjetno zadnje rezerve v tem sektorju na bojišču. Do takrat pa je o bitki odločal sam Aleksander.
Tudi Perzijci, ki so se vozili okrog krila, so bili zaskrbljeni, ko jih je Aretes silovito napadel. V tej četrtini so se Perzijci res hitro obrnili in Makedonci so sledili beguncem in jih pobili.

### Napad perzijskih skitskih bojnih voz
Darej je zdaj začel s svojimi vozovi pri tistih enotah pod Aleksandrovim osebnim ukazom; številne vozove so prestregli Agrijanci in drugi metalci kopij, ki so bili postavljeni pred konjenico. Tisti vozovi, ki so se prebili skozi kopja, so napadli makedonske linije, ki so se odzvale z odpiranjem svojih vrst, ustvarjanjem ulic, skozi katere so vozovi vozili brez škode. Hipaspisti in oboroženi konjeniki so nato napadli in onemogočili te preživele.

### Aleksandrov odločilni napad
Ko so Perzijci v napadu napredovali dlje in dlje do grških bokov, se je Aleksander počasi filtriral v zadnje stražarje. Odklopil jih je od tovarišev in se pripravil na odločilni napad. Za njimi je bila brigada gardistov skupaj z vsemi falangami, ki jih je lahko umaknil iz bitke. Svoje enote je oblikoval v velikanski klin, ki ga je vodil. Perzijska pehota v središču se je še vedno spopadala s falangami in ovirala kakršne koli poskuse, da bi nasprotovala Aleksandrovim napadom. Ta velik klin se je nato zadrl v oslabljeno perzijsko sredino, pri čemer je zajel Darejevo gardo in grške najemnike. Darej je bil v nevarnosti, da ga bodo odrezali in sodoben pogled je, da se je zdaj zlomil in zbežal, preostali del njegove vojske pa mu je sledil.

## Po bitki
Po bitki je Parmenion obkolil perzijsko vojsko, medtem ko sta Aleksander in njegov telesni stražar zasledovala Dareja. Tako kot pri Isu so pridobili veliko plena, z zajetimi 4000 talenti, kraljevo osebno kočijo in lok ter bojne slone. To je bil katastrofalen poraz za Perzijce in ena najboljših Aleksandrovih zmag.
Darej je uspel pobegniti z majhno enoto njegovih sil. Baktrijska konjenica in Artakserkses V. sta ga ujela, kot tudi nekatere preživele gardiste in 2000 grških plačancev. Ko je pobegnil, je Darej nameraval oditi proti vzhodu in dvigniti še eno vojsko, da bi se soočil z Aleksandrom, pod predpostavko, da se bodo Grki odpravili proti Babilonu. Hkrati je v vzhodne satrapije poslal pisma, v katerih jih je prosil, naj mu ostanejo zvesti.
Satrapi pa so imeli druge namene. Artakserkses V. je umoril Dareja preden je pobegnil proti vzhodu. Ko je Aleksander odkril, da je bil Darej umorjen, je bil žalosten, ker je videl sovražnika, ki ga je tako ubil in ga dal slovesno pokopati v Perzepolisu, nekdanji prestolnici Ahemenidskega cesarstva, preden je jezno zasledoval Artakserksesa V., ga zajel in naslednje leto ubil. Večina preostalih satrapov se je podredila Aleksandru in so lahko obdržali svoje položaje. Za ahemenidsko cesarstvo tradicionalno velja, da se je končalo z Darejevo smrtjo.